# جوني جيل (لاعب كرة قاعدة)
جوني جيل (بالإنجليزية: Johnny Gill)‏ هو لاعب كرة قاعدة أمريكي، ولد في 27 مارس 1905 في ناشفيل في الولايات المتحدة، وتوفي بنفس المكان في 26 ديسمبر 1984.

## وصلات خارجية
- جوني جيل على موقعبيزبول رفرنس.كوم (الدوري الرئيسي) (الإنجليزية)